# Джеремі Стронґ (письменник)
Джеремі Стронґ (англ. Jeremy Strong; нар. 18 листопада 1949, Лондон, Англія  — 4 серпня 2024) — англійський дитячий письменник.

## Біографія
Джеремі Стронґ — чільний представник сучасної англійської літератури, зокрема він добре відомий як автор численних книжок для дітей та юнацтва. Його творам властивий своєрідний легкий стиль, лагідний гумор, зрозумілі та смішні для дітей ситуації, у які втрапляють його персонажі, та цікаві, небувалі сюжети. А додайте до цього добре серце, учительську любов до дітей та активну організацію та участь у багатьох літературних подіях для молодих читачів та письменників, і ви отримаєте одного з найулюбленіших дитячих письменників Великої Британії.
Перш ніж стати письменником Джеремі Стронґ працював пекарем і начиняв близько 1000 пиріжків джемом щоночі.
Після закінчення Йоркського університету працював вчителем початкової школи.
В 1991 покинув викладання і повністю присвятив себе письменництву.
В Україні перекладами його творів з 2005 року опікується львівське Видавництво Старого Лева, що спеціалізується на дитячій літературі

## Нагороди
- 1997 — Red House Children's Book Award (Overall Winner) — The Hundred-Mile-an-Hour Dog
- 1998 — Birmingham Book Award (shortlist) — Pirate Pandemonium
- 1998 — Red House Children's Book Award — (shortlist) — My Granny's Great Escape
- 1998 — Sheffield Children's Book Award (Short Novel) — Pirate Pandemonium
- 2001 — Sheffield Children's Book Award (Short Novel) — Living with Vampires
- 2002 — Nottingham Experian Big 3 Book Award — My Mum's Going to Explode
- 2002 — Red House Children's Book Award (shortlist) — My Mum's Going to Explode
- 2003 — Portsmouth Book Award (shortlist) — Mad Iris
- 2004 — Prix Chronos Award (France) — My Granny's Great Escape
- 2005 — Nottingham Experian Big 3 Book Award (shortlist) — Let's Do The Pharaoh
- 2008 — Blue Peter Book Award: The Most Fun Story with Pictures — Lost! The Hundred-Mile-An-Hour Dog

## Українські видання
- «Ракета на чотирьох лапах» (Львів: Видавництво Старого Лева, 2005), переклад Віктора Морозова («Ракета на чотирьох лапах», «Ракета на чотирьох лапах повертається»)
- «Мій тато і зелений алігатор» (Львів: Видавництво Старого Лева, 2006), переклад Ореста Стадника («Мій тато і зелений алігатор», «Велика втеча моєї бабці», «Моя мама збирається вибухнути!»)
- «Гармидер у школі» (Львів: Видавництво Старого Лева, 2007), переклад Андрія Поритка («Гармидер у школі», «Гармидер серед піратів»)
- «Знамениті сіднички мого братика» (Львів: Видавництво Старого Лева, 2007), переклад Ореста Стадника («Знамениті сіднички мого братика») та Оксани Лучишиної («Викрадення родинного скарбу»)
- «Кімнатні пірати» (Львів: Видавництво Старого Лева, 2008), переклад Андрія Поритка
- «Знайомтесь: Фараон!» (Львів: Видавництво Старого Лева, 2008), переклад Андрія Поритка («А в нас у ванні фараон!») та Наталії Трохим («Пофараонимо!?»)
- «Розшукується Ракета на чотирьох лапах!» (Львів: Видавництво Старого Лева, 2008), переклад Віктора Морозова («Розшукується Ракета на 4-х лапах!», «Пропала Ракета на чотирьох лапах!»)
- «Вікінг у моєму ліжку» (Львів: Видавництво Старого Лева, 2010), переклад Віктора Морозова («Вікінг у моєму ліжку», «Вікінг у біді», «Вікінг у школі»)
- «Ракета на чотирьох лапах під прикриттям» (Львів: Видавництво Старого Лева, 2020), переклад Вікторії Зенгви («Ракета на чотирьох лапах», «Ракета на чотирьох лапах повертається»)
- «Канікули з близнятами» (Львів: Видавництво Старого Лева, 2015), переклад Орест Стадник
- «Викрадення! Гаряче літо Ракети на чотирьох лапах» (Львів: Видавництво Старого Лева, 2020), переклад Вікторії Зенгви («Ракета на чотирьох лапах», «Ракета на чотирьох лапах повертається», «Розшукується Ракета на чотирьох лапах!», «Ракета на чотирьох лапах під прикриттям»)
- «Мій братик-телезірка летить у космос» Ілюстрації: О. Шатохін. Львів: ВСЛ, переклад Ореста Стадника 2021. 168 стор. ISBN 978-617-679-816-3[4]
- «Турецькі пригоди з близнятами» Ілюстрації: О. Шатохін. Львів: ВСЛ, переклад Ореста Стадника 2021. 152 стор. ISBN 978-617-679-814-9[5]